# Akka Tholus
Akka Tholus is een heuvel op de planeet Venus. Akka Tholus werd in 2009 genoemd naar Akka, een Finse moedergodin.
De heuvel heeft een diameter van 19,4 kilometer en bevindt zich in het quadrangle Snegurochka Planitia (V-1).